# Rymosia beckeri
Rymosia beckeri är en tvåvingeart som beskrevs av Shaw 1951. Rymosia beckeri ingår i släktet Rymosia och familjen svampmyggor. Inga underarter finns listade i Catalogue of Life.